# Алексеевский сельсовет (Чарышский район)
Алексеевский сельсовет — упразднённые муниципальное образование со статусом сельского поселения и административно-территориальное образование в Чарышском районе Алтайского края России. Административный центр — село Алексеевка.

## История
Образован в 1920 году под названием Озёрский сельсовет. В 2003 году переименован в Алексеевский сельсовет.
Упразднён 4 марта 2022 года в связи с преобразованием муниципального района в муниципальный округ.

## Население
| 2005 | 2006 | 2007  | 2008  | 2009 | 2010 |
| ---- | ---- | ----- | ----- | ---- | ---- |
| 1008 | ↘960 | ↗1013 | ↘1002 | ↘960 | ↘820 |
| 2011 | 2012 | 2013  | 2014  | 2015 | 2016 |
| ↘816 | ↗818 | ↘761  | ↘730  | ↘719 | →719 |
| 2017 | 2018 | 2019  | 2020  | 2021 |      |
| ↘712 | ↘698 | ↘688  | ↘687  | ↘686 |      |

По результатам Всероссийской переписи населения 2010 года, численность населения муниципального образования составила 820 человек, в том числе 401 мужчина и 419 женщин. Оценка Росстата на 1 января 2012 года — 818 человек.

## Населённые пункты
В состав сельсоветы входили три населённых пункта:
- село Алексеевка,
- село Озёрки,
- село Щебнюха.